# Kafarnaum

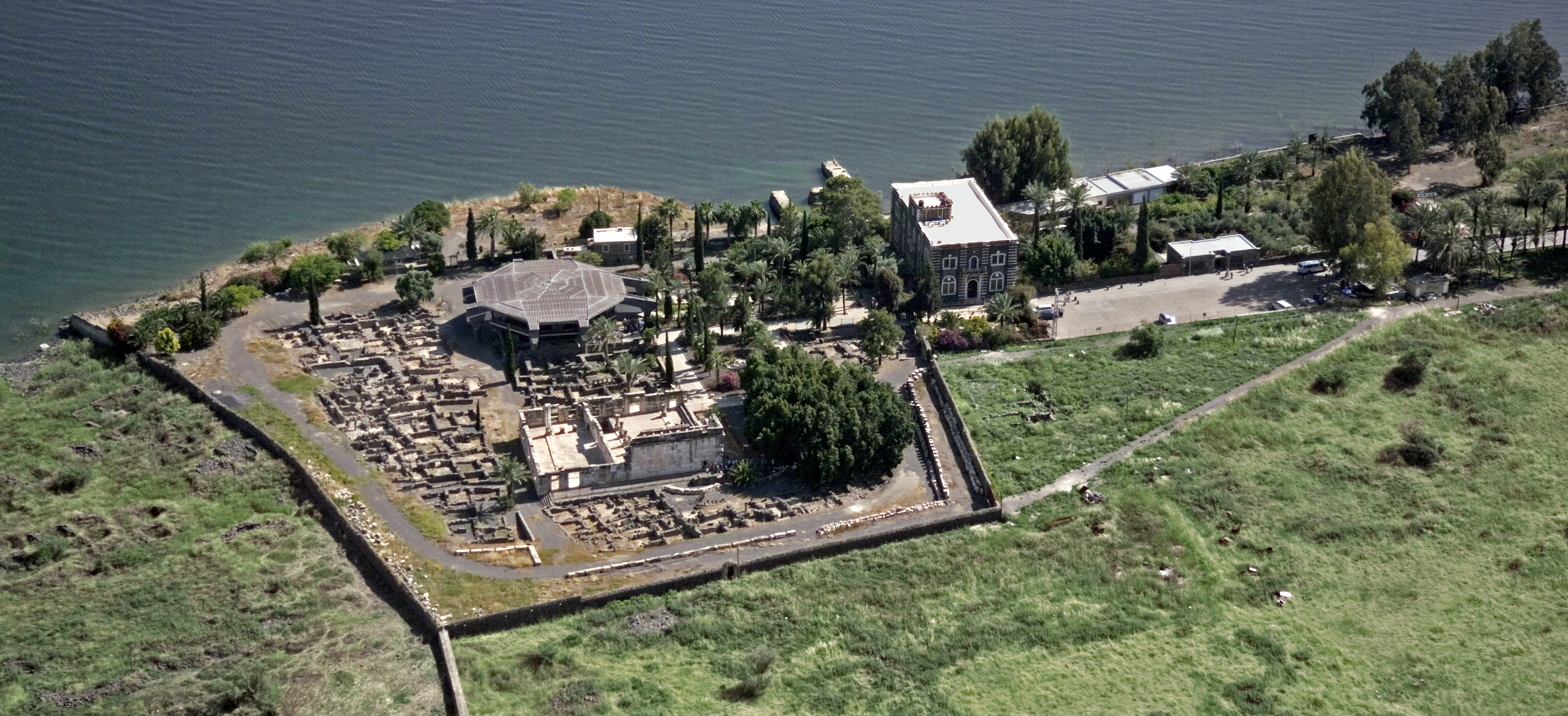
Überblick über das franziskanische Gelände mit antiker Synagoge und moderner Petruskirche

Kafarnaum (auch Kapernaum, hebräisch כְפַר נָחוּם Kfar Naḥūm, arabisch Talḥūm) ist eine archäologische Stätte im Nordbezirk von Israel. Sie befindet sich am nordwestlichen Ufer des Sees Genezaret, etwa 5 km südwestlich der Einmündung des Jordan in den See und 16 km nordwestlich von Tiberias. Kafarnaum war als Schauplatz von Erzählungen des Neuen Testaments in der Spätantike ein christliches Pilgerziel und wurde dies wieder im 20. Jahrhundert.
Das Areal der archäologischen Stätte ist etwa 5 ha groß; der westliche Teil ist Eigentum der franziskanischen Kustodie des Heiligen Landes, der Ostteil gehört dem Griechisch-orthodoxen Patriarchat von Jerusalem. Die antike Siedlung wurde im 19. Jahrhundert mit der Ruinenstätte Talḥūm identifiziert. Der heutige Besucher des franziskanischen Geländes findet neben Resten antiker Wohnbebauung eine repräsentative spätantike Synagoge und ein „Haus des Petrus“ vor, letzteres überbaut durch eine moderne römisch-katholische Kirche.

## Name
Die altgriechische Schreibweise des Ortsnamens Καφαρναούμ Kapharnaúm wird sowohl von frühen Handschriften des Neuen Testaments als auch von Flavius Josephus geboten. In den jüngeren Handschriften des Neuen Testaments lautet der Ortsname dagegen Καπερναούμ Kapernaúm. Deshalb hat die Lutherbibel, die den Textus receptus übersetzte, diese Form des Namens. Kafarnaum ist die moderne ökumenische Schreibweise entsprechend den Loccumer Richtlinien (Einheitsübersetzung, Zürcher Bibel).
Der Midrasch Kohelet Rabba, ein im 6./7., eventuell 8. Jahrhundert n. Chr. in Palästina entstandenes Werk, überliefert den hebräischen Ortsnamen כְפַר נָחוּם Kfar Naḥūm „Nachums Dorf“, der durch eine byzantinische Inschrift in der Synagoge von Chammat Gader bestätigt wird. Daneben gab es im spätantiken und frühmittelalterlichen Judentum andere Bezeichnungen des Orts, von denen eine, (Kfar) Tanḥūm, in frühislamischer Zeit als arabischer Ortsname Talḥūm übernommen wurde. Forschungsreisende des 19. Jahrhunderts missverstanden diesen Ortsnamen als Tall Ḥūm und interpretierten diesen Namen irrigerweise als Abkürzung von Tall Naḥūm.

## Identifikation und Ausgrabungen
Während seiner ersten Palästinareise im Jahr 1838 entdeckte Edward Robinson die Überreste einer antiken Synagoge in Talḥūm, brachte diesen Fund aber nicht mit Kafarnaum in Zusammenhang. Erst 1866 identifizierte Charles William Wilson Talḥūm mit dem antiken Kafarnaum. Das unbebaute Gelände, auf dem sich die Synagogenruine befand, gewann daraufhin an Wert. Die Samakieh-Beduinen als Eigentümer verkauften nach mehrjährigen Verhandlungen schließlich einen Teil an die franziskanische Kustodie (19. September 1894), die eine Umfassungsmauer aufführen ließ und ein Hospiz am Rand des Areals errichtete, um Steinraub zu verhindern. Das Ökumenische Patriarchat von Konstantinopel hatte sich mit seiner Rechtsauffassung nicht durchsetzen können, dass das Gelände des antiken Kafarnaum in griechisch-orthodoxem Besitz sei; auch jüdische Kaufinteressenten waren nicht erfolgreich.
Im 19. Jahrhundert war das Gelände von Talḥūm mit dunklen Basalttrümmern antiker Wohnhäuser übersät, mitten darin fielen die Reste der Synagoge durch ihre blendend weiße Farbe auf. Die Expedition Wilsons grub den Synagogenbau teilweise aus, der daraufhin im Rahmen des Survey of Western Palestine beschrieben und kartographiert wurde, aber auch seit seiner Freilegung weiterer Zerstörung ausgesetzt war. Bereits vor ihrem Erwerb des Areals hatten die Franziskaner die archäologische Stätte deshalb mit Erde überdeckt und bepflanzt, so dass eine Gartenanlage entstanden war.
1905 wurde die Synagoge zum zweiten Mal ausgegraben. Heinrich Kohl und Carl Watzinger (Deutsche Orient-Gesellschaft) erforschten das antike Gebäude; die Kustodie beauftragte anschließend den Franziskaner Wendelin van Menden mit der Fortführung der archäologischen Arbeiten, die dieser bis 1914 auf das Areal westlich der Synagoge ausdehnte. Kohl und Watzinger beschrieben ihren Zustand nach Freilegung so: „Erhalten sind die ersten Schichten der Umfassungsmauern eines rechteckigen Bauwerkes und in seinem Innern Unterteile einer Säulenstellung. Von Nord nach Süd ist der Bau orientiert, sodaß in der südlichen Schmalseite die Haupteingänge liegen, zugänglich von einer Terrasse, die wegen der Geländesteigung hier vorgelegt war. Längs der Westseite lief eine 3 m breite, mit Basalt gepflasterte Straße mit Schwellen von Einzelhäusern, auf der Ostseite schließt sich ein mit Platten sorgfältig ausgelegter Hof an mit einem Säulenumgang und einer Umfassungsmauer, die an der Nord- und Südseite je drei Eingänge hatte.“ Keine Säule war mehr an ihrem Platz. Meist waren sie verschleppt worden, wenige lagen in ursprünglicher Sturzlage nach Südwesten. In situ oder nur leicht verschoben waren die hohen quadratischen Basen (Stühle), auf denen die Säulen ohne Verdübelung gestanden hatten: fünf auf dem Ost-, vier auf dem West- und zwei auf dem Nordstylobat. Unter dem Architekturschmuck befand sich ein Wandfries mit Darstellung eines Wagens, der bereits im 19. Jahrhundert vom Palestine Exploration Fund publiziert worden war, seit der Zuschüttung der Ruine aber verschollen war und erst 1912 durch van Menden wieder aufgefunden wurde.
Nach dem Ersten Weltkrieg führte der franziskanische Archäologe Gaudenzio Orfali die Ausgrabungen weiter, die schließlich mit einer Teilrekonstruktion der antiken Synagoge und einer Publikation (1922) zu einem vorläufigen Abschluss kamen. Orfali hielt die Synagoge für den Schauplatz des Wirkens Jesu. Außerdem grub er Reste einer oktogonalen Kirche direkt südlich der Synagoge aus.

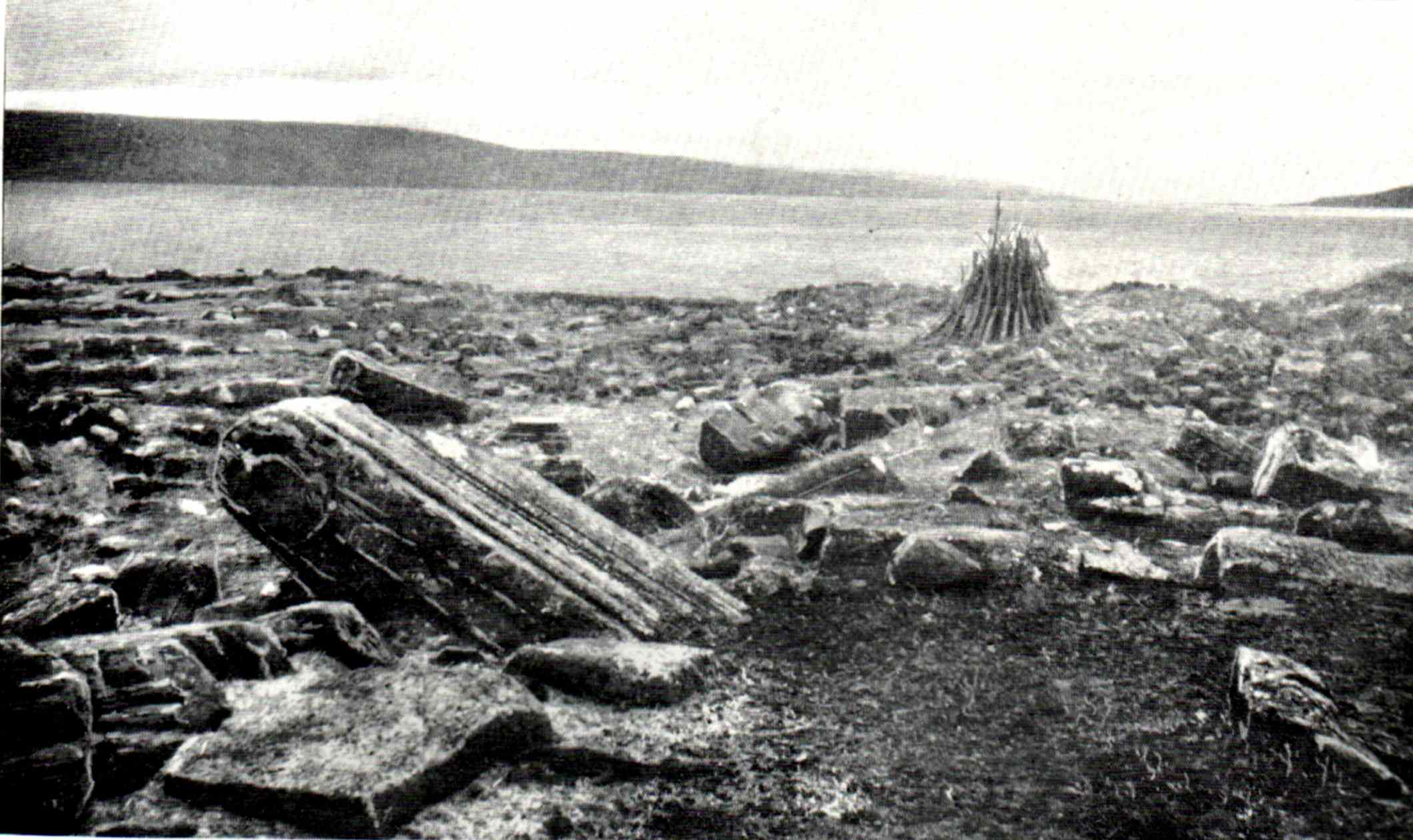
Talḥūm 1890
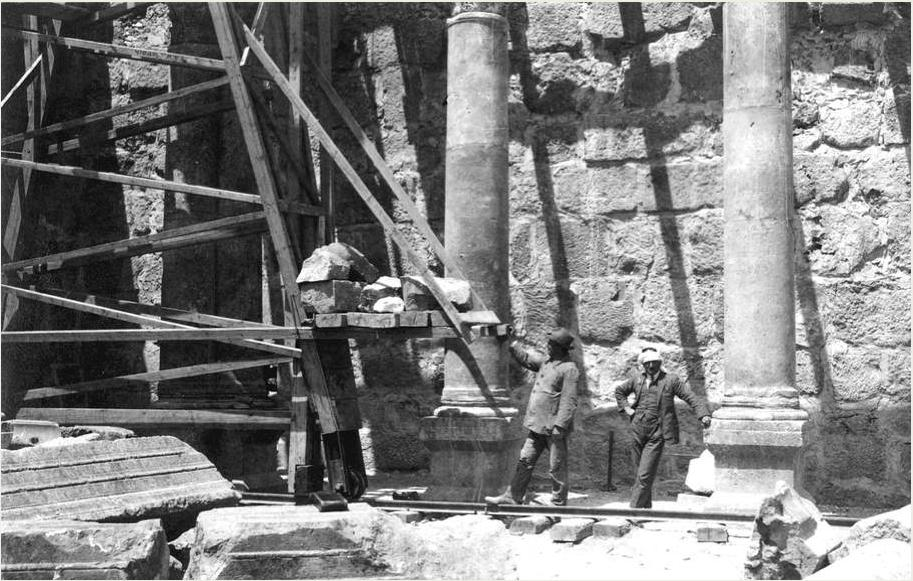
Kohl und Watzinger 1905
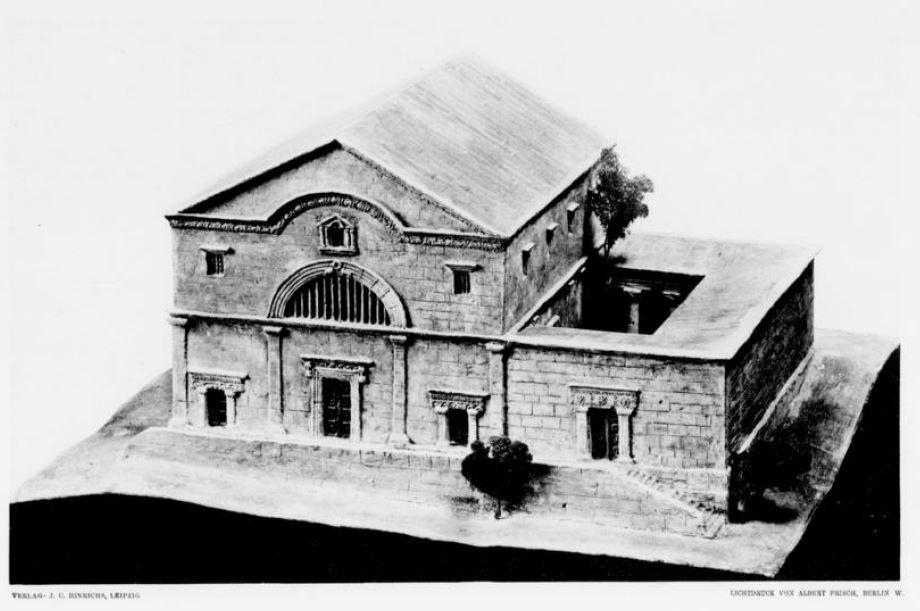
Watzingers Modell der Synagoge (1916)
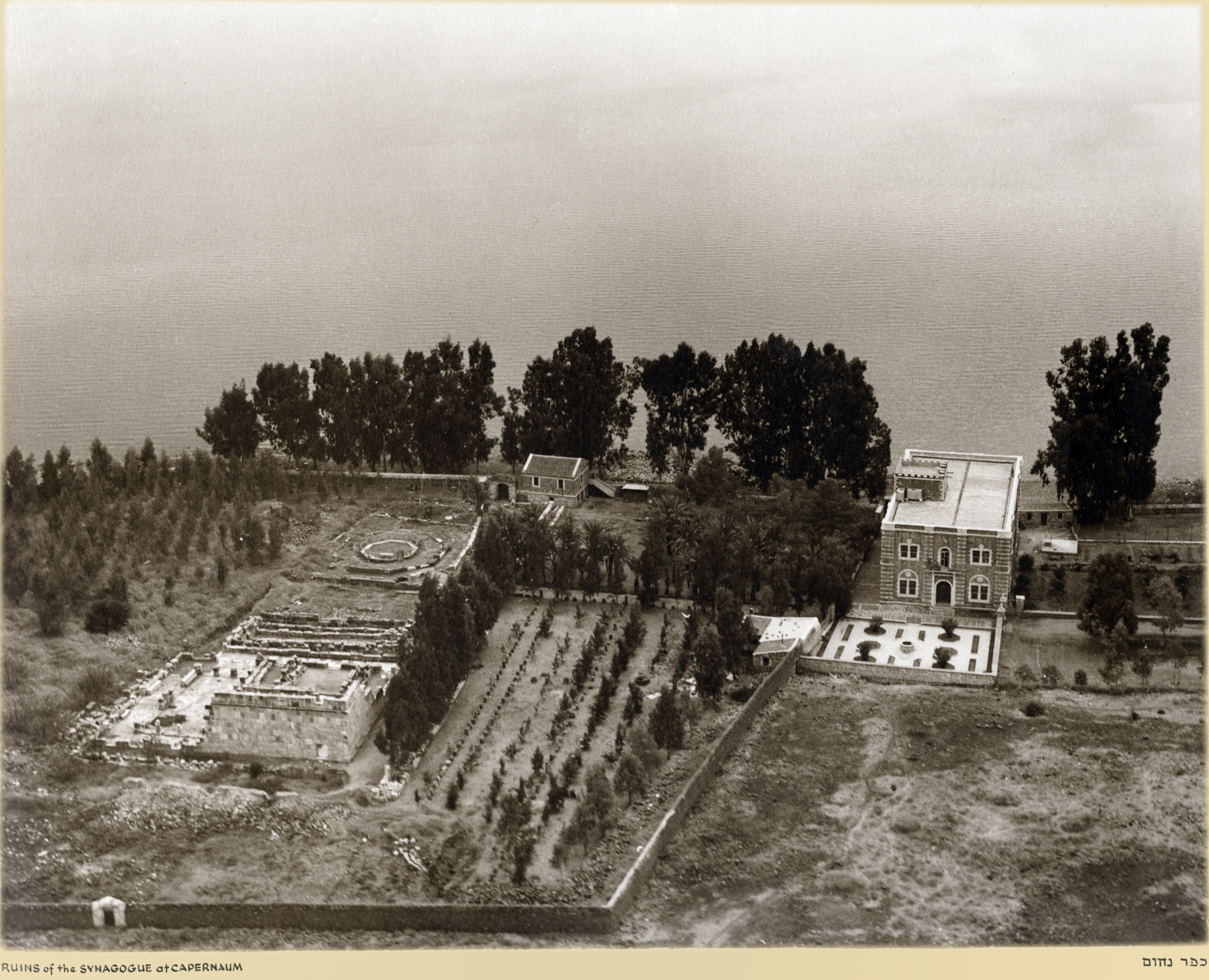
Luftbild des franziskanischen Geländes 1937/38

Virgilio Corbo und Stanislao Loffreda führten Ausgrabungen von 1968 bis 1984 auf dem franziskanischen Areal durch. Vassilios Tzaferis grub im Auftrag der Israelischen Altertümerverwaltung von 1978 bis 1982 auf dem Areal der Griechisch-Orthodoxen Kirche.

## Siedlungsgeschichte

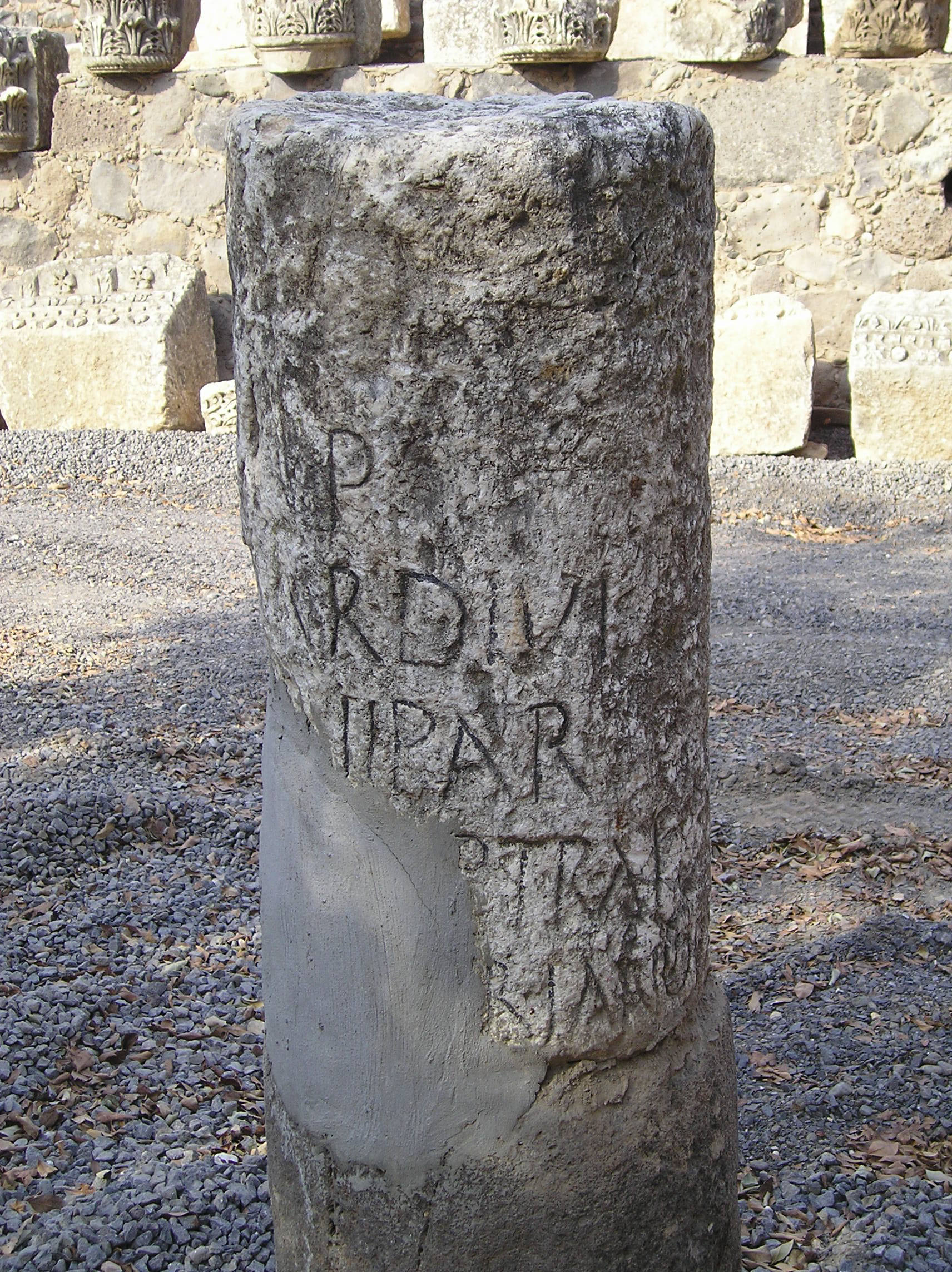
Römischer Meilenstein nahe Kafarnaum

In späthellenistischer bzw. hasmonäischer Zeit nahm die Siedlungsdichte in Galiläa zu. Kafarnaum gehört zu einer Gruppe archäologisch untersuchter Orte, deren früheste Architektur aus dieser Phase stammt. Kafarnaum lag an einer Nebenstraße der Via Maris, die nördlich von Gennesar (Tell el-Oreme) abzweigte, um dann ufernah an Kafarnaum vorbei in Richtung auf Bethsaida und von dort nach Damaskus im Nordosten ihren Weg zu nehmen.
Vom 1. Jahrhundert v. Chr. bis 1. Jahrhundert n. Chr. war Kafarnaum eine größere Siedlung („Großdorf“); die etwa 600 bis 1000 Einwohner, mehrheitlich jüdisch, lebten von Landwirtschaft und Fischerei. Nach dem Tod des Herodes 4. v. Chr. gehörte Kafarnaum zum Territorium des Herodes Antipas und wurde in dieser Zeit zum Grenzort, da sich weiter östlich das Herrschaftsgebiet des Herodes Philippos anschloss. (Das ist die im Neuen Testament vorausgesetzte Situation, das hier eine Zollstation erwähnt, möglicherweise mit einem kleinen Militärposten verbunden.)
- Das älteste öffentliche Gebäude Kafarnaums war eine Synagoge aus Basalt, die in den ersten Jahrzehnten des 1. Jahrhunderts n. Chr. gebaut wurde und auch zu kommunalen Zwecken, als eine Art Gemeindehaus, diente.[17] Sie wurde später durch einen Neubau an gleicher Stelle ersetzt, dessen Datierung in der Forschung diskutiert wird.
- Ein Wohnhaus neben der Synagoge, möglicherweise ein judenchristlicher Treffpunkt, wurde im 4. Jahrhundert mit einer Mauer umgeben; die Ausgräber bezeichneten diesen spätantiken Bau als domus-ecclesia („Hauskirche“). Wie die Ausgrabungen im Ostteil Kafarnaums zeigen (unter anderem ein Badehaus des 2./3. Jahrhunderts), nahm die nichtjüdische Bevölkerung Kafarnaums seit dem 1. Jahrhundert n. Chr. zu.[18] Im späten 5. Jahrhundert wurde die domus-ecclesia zerstört, um eine oktogonale Kirche an dieser Stelle zu errichten, einen Zentralbau, wie er für christliche Pilgerstätten typisch ist.[18]

Der gesamte Ort war aus lokalem dunklem Basalt gebaut, bis auf die Synagoge und die achteckige Kirche, die aus weißem Kalkstein errichtet worden waren; dieses Baumaterial stammt aus Steinbrüchen in den Arbel-Klippen nördlich Tiberias. In fast allen ergrabenen Wohnhäusern fand Loffreda byzantinische Scherben mit Kreuzzeichen, woraus er schloss, dass die Synagoge im 5./6. Jahrhundert von christlichen Wohnvierteln regelrecht „eingekreist“ gewesen sei. Im 5. Jahrhundert bestand die ungewöhnliche Situation, dass die benachbarten Gebäude Synagoge und Kirche gleichzeitig von den jeweiligen Religionsgemeinschaften genutzt wurden; was das für das alltägliche Zusammenleben von Juden und Christen in Kafarnaum bedeutete, kann durch literarische Quellen nicht erhellt werden. Die Synagoge war das größere und repräsentativere Bauwerk. Michael Avi-Yonah kritisierte: „Dieser Stand der Dinge ist in unserem ökumenischen Zeitalter denkbar, aber es ist fast unmöglich, sich vorzustellen, dass die byzantinischen Behörden im 4. Jahrhundert so etwas genehmigt hätten.“ Möglicherweise bestand aber in Galiläa im 4./5. Jahrhundert eine lokale jüdische Selbstverwaltung, die dank guter Wirtschaftslage (auch aufgrund des christlichen Pilgertourismus) mehrere Synagogenbauten ermöglichte, die nicht von byzantinischen Behörden reglementiert wurden.
Die Ausgrabungen von Vassilios Tzaferis im östlichen Teil von Kafarnaum zeigten, dass eine große, mehrheitlich christliche Siedlung auch in frühislamischer Zeit weiter bestand. Sowohl im benachbarten Khirbat al-Minya als auch in Sinnabra bei Tiberias gab es seit dem 8. Jahrhundert muslimische Landgüter, die aber das Wirtschaftsleben in Kafarnaum anscheinend nicht beeinträchtigten. Erst für das späte 10. Jahrhundert mehren sich Zeichen des Niedergangs, und im 11. Jahrhundert, vor Ankunft der Kreuzfahrer, wurde Kafarnaum aufgegeben.

## Bedeutung in urchristlicher Literatur

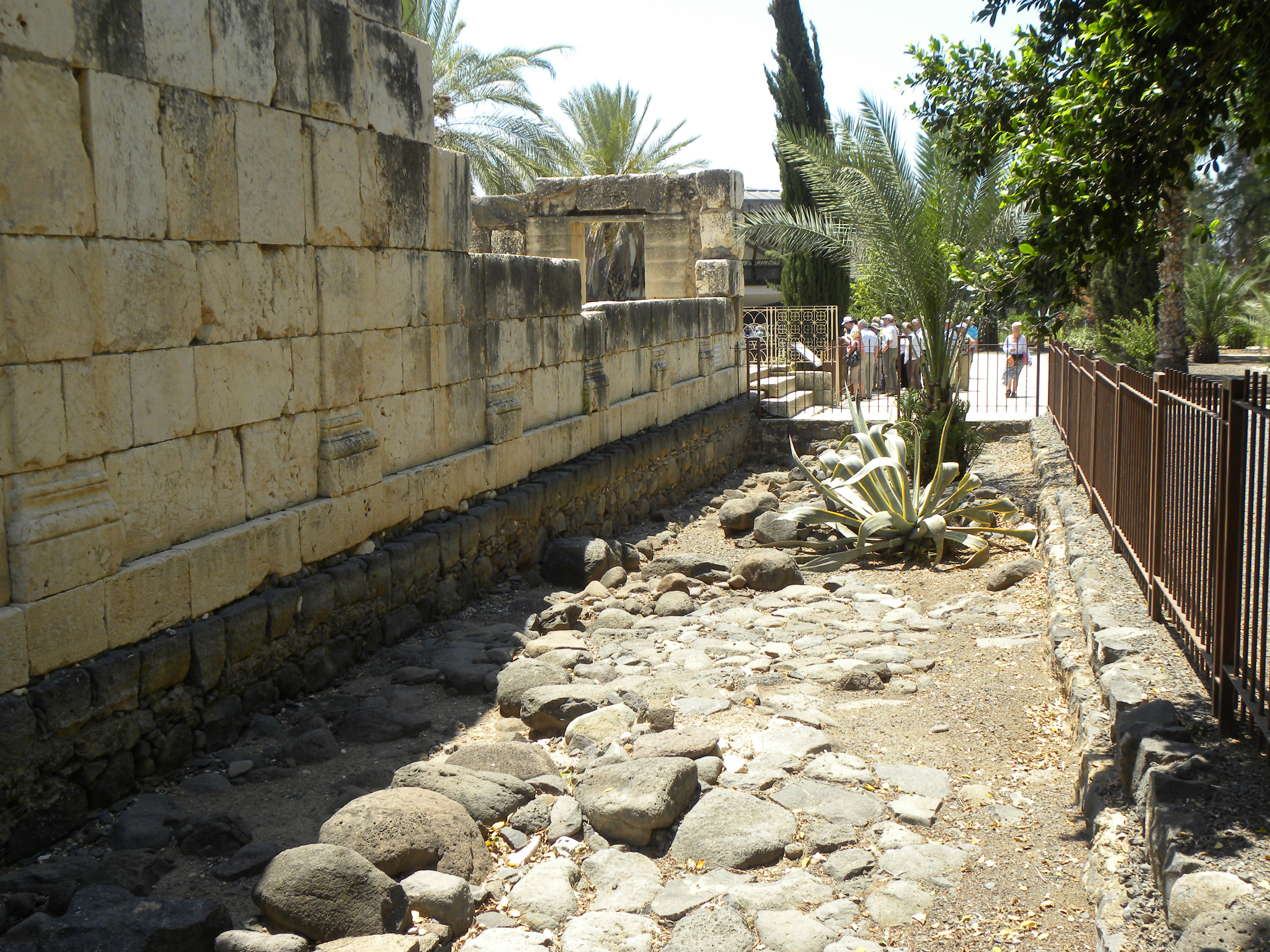
Reste der Basalt-Synagoge des 1. Jahrhunderts blieben im Fundament der Kalkstein-Synagoge erhalten

Kafarnaum spielt in den Evangelien als Wirkungsstätte des Jesus von Nazaret eine wichtige Rolle, nach dem Matthäusevangelium war hier sein zeitweiliger Wohnort:

„Als Jesus hörte, dass Johannes ausgeliefert worden war, kehrte er nach Galiläa zurück. Er verließ Nazaret, um in Kafarnaum zu wohnen, das am See liegt, im Gebiet von Sebulon und Naftali.“

Aus Kafarnaum, „seiner Stadt“ (Mt 9,1 ), sollen mehrere der Jünger Jesu stammen: die Brüderpaare Simon Petrus und Andreas sowie Jakobus und Johannes, die Söhne des Zebedäus, außerdem ein Zöllner namens Levi oder Matthäus.
Laut Mk 1,11–28  lehrte Jesus zu Beginn seines Wirkens in der Synagoge von Kafarnaum. Anschließend besuchte er das Haus des Petrus und heilte dessen Schwiegermutter. Außer in Mk 1,29–31  wird diese Heilung auch in den synoptischen Parallelen Lk 4,38–39  und Mt 8,14–15  erzählt.
Die Logienquelle Q erwähnt den Hauptmann von Kafarnaum, einen in Kafarnaum stationierten Centurio (Mt 8,5–13 ; Lk 7,1–10 ).
Auch im Johannesevangelium kommt Kafarnaum vor: Nach der Brotvermehrung, die spätantike christliche Pilgertradition im Gebiet von Tabgha lokalisierte, hält Jesus in der Synagoge von Kafarnaum eine Rede über das „Himmelsbrot“ (Joh 6,22–59 ).

## Antike Synagoge

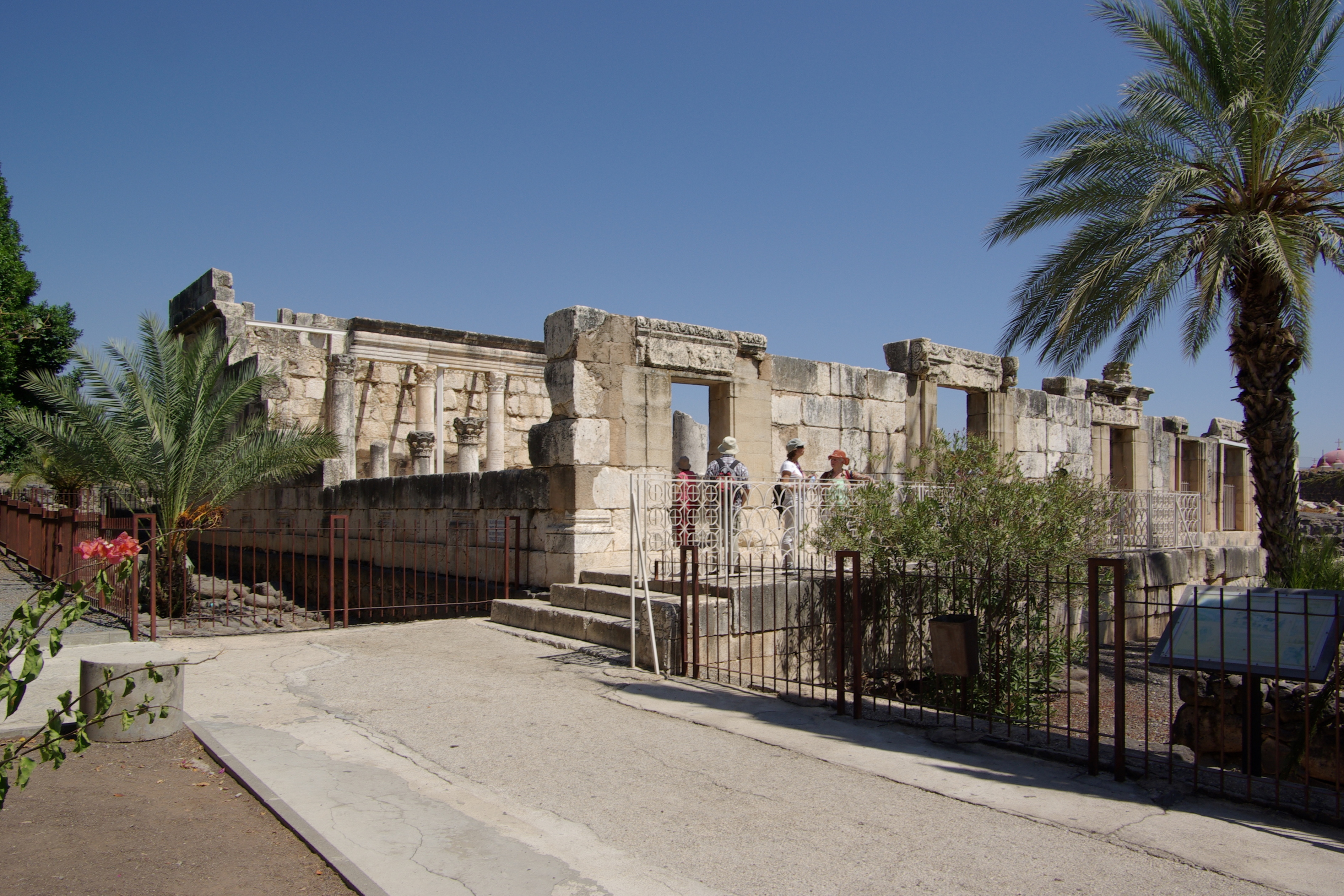
Südfassade der Kalkstein-Synagoge

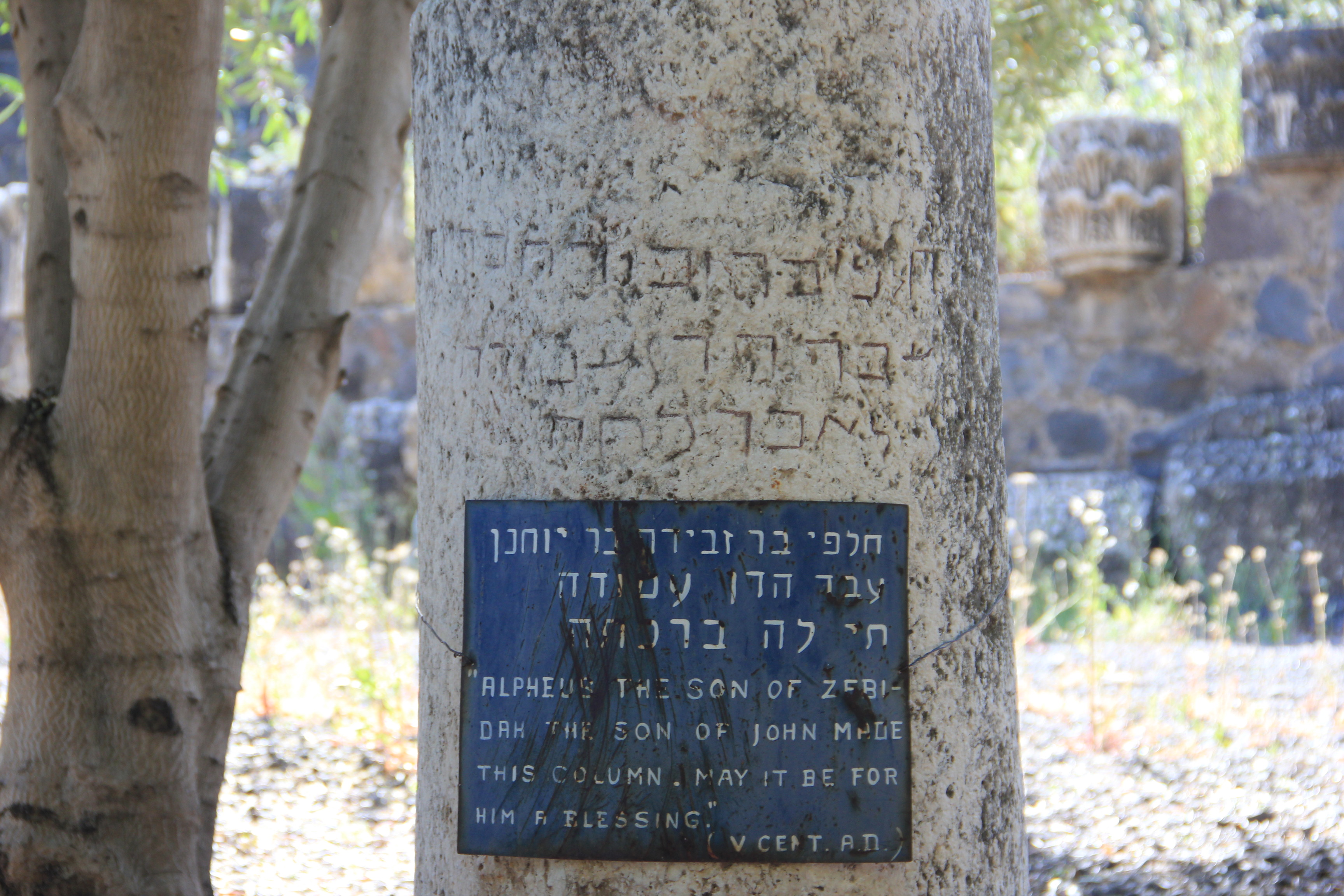
Aramäische Stifterinschrift des Chalfai

Die Basalt-Synagoge des 1. Jahrhunderts bestand anscheinend bis ins 4. Jahrhundert.
An ihrer Stelle wurde eine neue Synagoge aus weißem Kalkstein errichtet, die erst im 5. Jahrhundert fertiggestellt war. Die Rahmenbedingungen für einen Synagogenneubau waren allerdings ungünstig: 415 verlor das jüdische Patriarchat das Recht der Jurisdiktion über Christen, vor 429 wurde dieses Amt dann ganz aufgehoben. 438 verbot Kaiser Theodosius I. Neubauten von Synagogen, erlaubt blieben allerdings Renovierungen bestehender Synagogen. Je eine griechische und aramäische Stifterinschrift dokumentieren, dass wohlhabende Einzelpersonen die jüdische Ortsgemeinde bei ihrem Bauprojekt unterstützten:
- Herodes, Sohn des Monimos, und sein Sohn Justus mit ihren Kindern;
- Chalfai, Sohn des Zabdai, Sohn des Jochanan.

Die Synagoge besitzt einen mit großen Steinplatten gepflasterten Hauptraum (23 × 17,28 m), der durch zwei Reihen mit je sieben Säulen mit korinthischen Kapitellen gegliedert wird und steinernen Bänke entlang der östlichen und westlichen Wände aufweist; die Gebetsrichtung war nach Süden (Richtung Jerusalem). Die Wände waren mit farbigem Stuck verziert. Die Südfassade mit reichem Architekturschmuck wies drei Eingänge auf. Ihr war eine mehr als 3 m breite Terrasse vorgelagert. An der Ostseite schloss sich ein Hof mit trapezförmigem Grundriss an. Einen fest eingebauten Toraschrein scheint es in der ersten Bauphase nicht gegeben zu haben; möglicherweise wurden die Torarollen in Nischen zwischen den Türen verwahrt. In einem späteren Umbau kam dann ein Toraschrein in Form einer Ädikula hinzu. Der qualitätvolle Skulpturenschmuck war an der Außenseite des Bauwerks angebracht, während byzantinische Synagogen sonst nur innen dekoriert waren.
Die Schwierigkeit bei der Datierung der Synagoge von Kafarnaum besteht darin, dass der Architekturschmuck stilistisch eher ins 3. Jahrhundert n. Chr. passen würde. Aber aufgrund von Keramikscherben und Münzhorten auf dem Synagogengelände ist die Frühdatierung der älteren Forschung nicht zu halten; die Ausgräber um Stanislao Loffreda rückten das Datum der Fertigstellung immer weiter in die Mitte und dann ins späte 5. Jahrhundert hinauf.
Zvi Uri Ma‘oz schlug 1999 eine alternative Lösung vor: Spolien von zerstörten Synagogen des 3. Jahrhunderts aus der Umgebung seien im 5. Jahrhundert zu der Synagoge von Kafarnaum zusammengefügt worden, die allerdings nicht dem jüdischen Gottesdienst gedient habe, sondern eine christliche Pilgerstätte gewesen sei, da die Evangelien von einem Heilungswunder Jesu in dieser Synagoge berichteten. Ma‘oz’ These blieb eine Minderheitsmeinung, da der Aufwand eines solchen Baus nur für eine „Jesus-Synagoge“ als Pilgerziel unverhältnismäßig groß scheint. Aber mit dem Stichwort Spolien war vielleicht ein Weg gewiesen, um die stilistisch ins 3. Jahrhundert passenden Architekturdetails zu erklären. Vielleicht war die Verwendung von Spolien beim Synagogenbau für jüdische Gemeinden eine Möglichkeit, das kaiserliche Bauverbot für neue Synagogen zu umgehen.

## Antike christliche Pilgerstätte

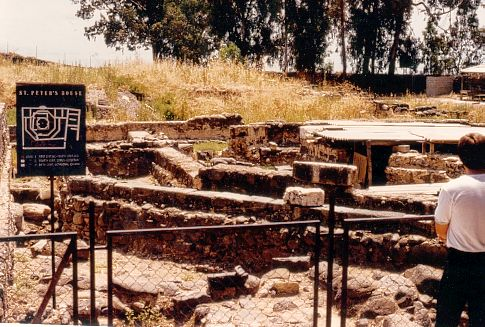
Ausgrabungsstätte Haus des Petrus, 1980er Jahre

### Literarische Bezeugung
Vor 377 n. Chr. schrieb Epiphanios von Salamis, dass es in den Städten Tiberias, Sepphoris, Nazareth und Kafarnaum unmöglich gewesen sei, Kirchen zu errichten, da die Juden streng darauf achteten, „dass sich unter ihnen niemand niederließe, der einer anderen Volksgruppe zugehörte.“ Dazu passt, dass Kafarnaum im Itinerarium Burdigalense nicht als Pilgerziel erwähnt wird und dass keine Bischöfe aus Galiläa am Ersten Konzil von Nizäa teilnahmen. Schwer zu beurteilen ist die historische Zuverlässigkeit von Nachrichten, die Epiphanios über einen zum Christentum konvertierten Juden namens Joseph überliefert. Dieser Comes Joseph soll mit Unterstützung durch Kaiser Konstantin in den genannten galiläischen Orten, darunter Kafarnaum, christliche Kirchen errichtet haben, die es dort vorher nicht gab.
Dass Kafarnaum Ende des 4. Jahrhunderts zum Ziel christlicher Pilger geworden war, ist erstmals durch eine Erwähnung bei Egeria belegt, allerdings blieb ihr Bericht nur in einem Exzerpt des Petrus Diaconus (12. Jahrhundert) erhalten:

„In Kafarnaum aber ist aus dem Haus des Apostelfürsten eine Kirche geworden; die Mauern stehen bis heute so, wie sie waren. Dort heilte der Herr den Gelähmten. Dort steht auch die Synagoge, in der der Herr den Besessenen heilte (und) zu der man über viele Stufen hinaufsteigt. Die Synagoge ist aus viereckigen Steinen errichtet. Nicht weit von dort sind Steinstufen zu erkennen, auf denen der Herr stand“

Im 6. Jahrhundert erwähnte der Pilger von Piacenza, dass in Kafarnaum eine Basilika an der Stelle stehe, wo sich das Haus des Petrus befunden habe. Auch Arculf besuchte im 7. Jahrhundert diese Pilgerstätte.

### Archäologie
Die Ausgrabungen von Orfali und dann von Corbo und Loffreda brachten folgende Befunde:
- Etwa 30 m von der Synagoge entfernt befand sich normale späthellenistisch-frührömische Wohnbebauung.
- Ein Haus wurde im 4. Jahrhundert zur Hauskirche (domus-ecclesia) mit einem mehrfarbigen Fußboden aufgewertet.
- Im 5. Jahrhundert wurde diese Hauskirche mit dem Oktogon der Pilgerkirche überbaut.

Der Bau einer Hauskirche im 4. Jahrhundert wurde von den Ausgräbern dem Wirken des Comes Joseph zugeordnet; Emmanuele Testa sah in ihm einen Ebioniten, der das „judenchristliche Ghetto“ Galiläas missioniert und der Reichskirche zugeführt habe: „Noch nie war es einem Heidenchristen gelungen, in dieses Ghetto einzubrechen. … Nur er, der Rasse nach ein Hebräer, der Religion nach ein Ebionit, mit der Großkirche verbunden, … konnte als Brücke dienen.“
Die Ausgräber vermuteten, dass die Hauskirche sich an der Stelle eines urchristlichen Versammlungsraums aus dem späten 1. Jahrhundert n. Chr. befinde und letztlich auf das Haus des Simon Petrus zurückgehe, das auch im Neuen Testament erwähnt wird. Der einzige klare Hinweis darauf sind allerdings Kalkinschriften, die Jesus mit Hoheitstiteln sowie Petrus nennen und Spuren kultischer Zusammenkünfte zeigen. Sie stammen frühestens aus dem 3. Jahrhundert. Für den postulierten urchristlichen Versammlungsraum des 1. Jahrhunderts kann nur geltend gemacht werden, dass er häufiger verputzt wurde als andere, benachbarte Räume, also möglicherweise für damalige Bewohner Kafarnaums besonders wertvoll war.

## Moderne Kirchen und touristische Infrastruktur
1931 wurde eine kleine griechisch-orthodoxe Kirche erbaut, die den Zwölf Aposteln geweiht ist. Das zugehörige Kloster untersteht dem Patriarchen von Jerusalem.
Die moderne römisch-katholische Petruskirche wurde nach Entwürfen von Ildo Alvetta, Rom, über der antiken christlichen Pilgerstätte errichtet und nimmt die Form des Oktogon auf. Sie soll zugleich an ein Schiff erinnern, da Petrus von Beruf Fischer war, und als Schutzbau für die antiken Strukturen dienen. Diese Kirche wurde am 29. Juni 1990 geweiht.

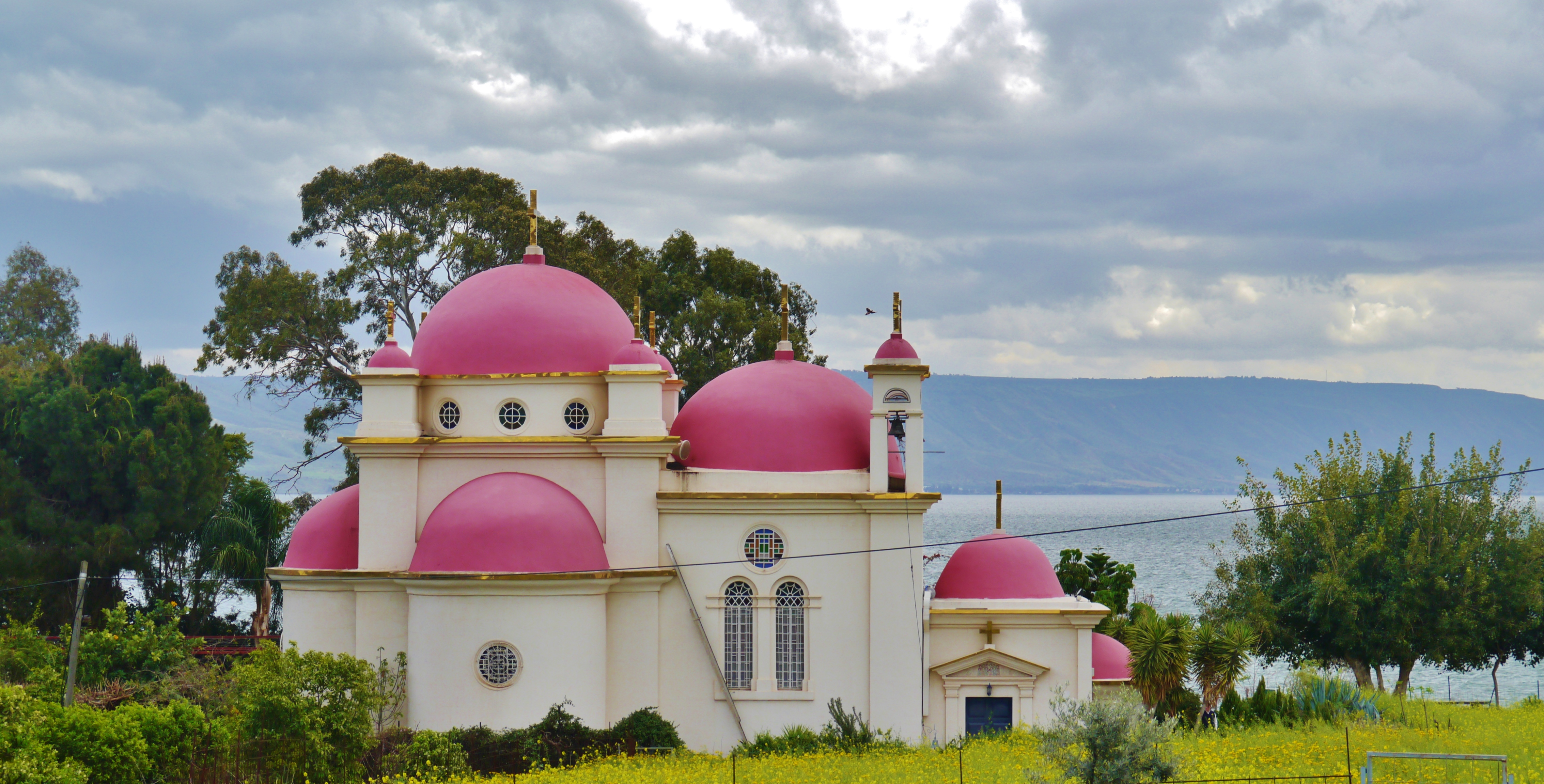
Kirche der Zwölf Apostel, Außenansicht
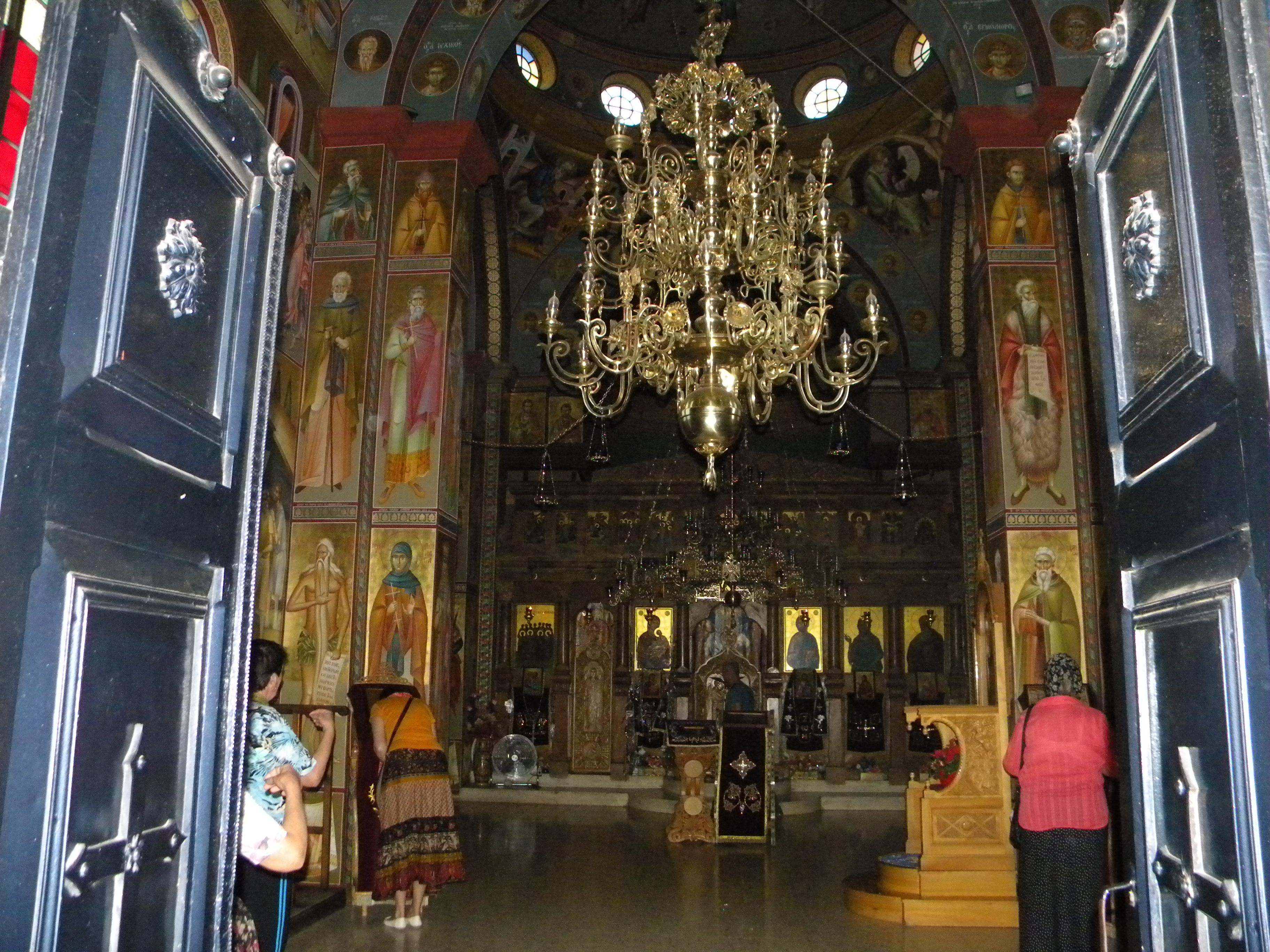
Kirche der Zwölf Apostel, Innenraum
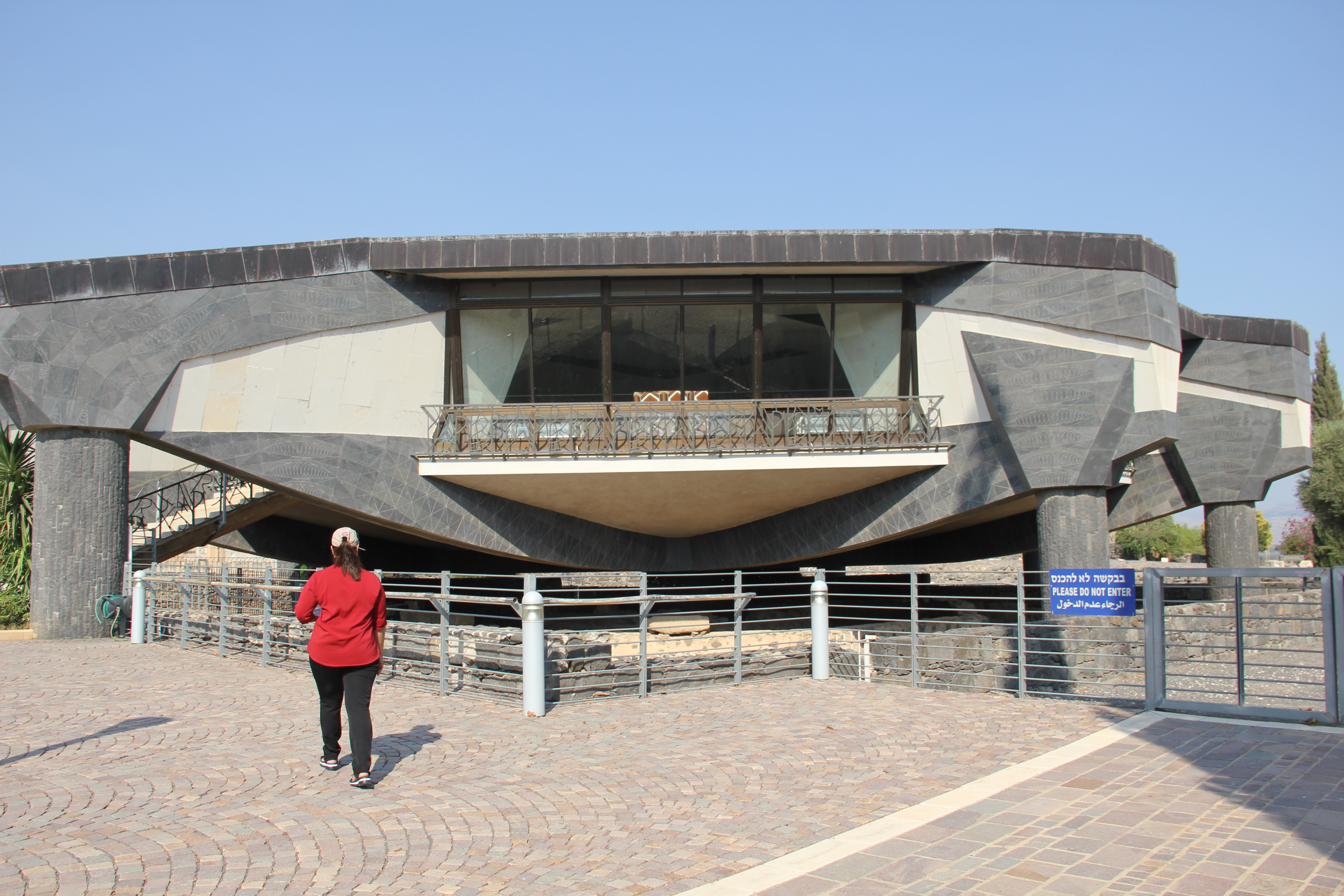
Petruskirche, Außenansicht
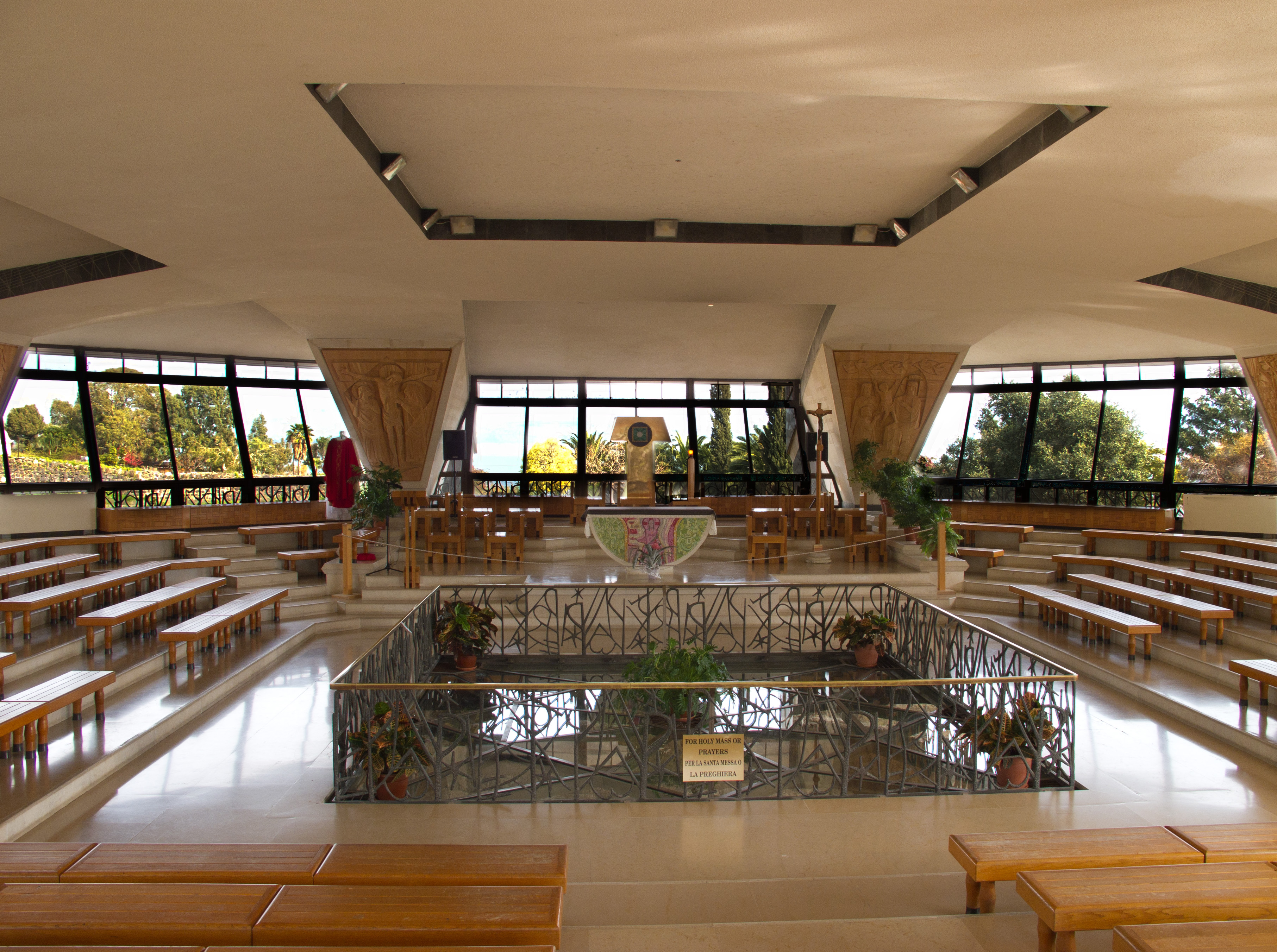
Petruskirche, Innenraum

Zum Jahr 2000 wurde östlich des griechisch-orthodoxen Geländes eine neue Anlage für Pilger und Touristen errichtet, von wo aus auch Bootsfahrten über den See angeboten werden.

## Rezeption
Zum Gedenken an das 25-jährige Jubiläum der Aufnahme diplomatischer Beziehungen zwischen Israel und dem Vatikan gab der philatelistische Dienst des Vatikans am 10. September 2019 eine Sonderbriefmarke heraus, die ein Luftbild der Grundmauern der byzantinischen oktogonalen Kirche zeigt. Die Nachbarschaft von Kirche und Synagoge in Kafarnaum stehe für die Tiefe und Einmaligkeit der Beziehungen zwischen Christentum und Judentum.

### Übersichtsdarstellungen
- Georg Beer: Kapernaum. In: Paulys Realencyclopädie der classischen Altertumswissenschaft (RE). Band X,2, Stuttgart 1919, Sp. 1889–1891.
- Stanislao Loffreda: Capernaum. In: Eric M. Meyers (Hrsg.): The Oxford Encyclopedia of Archaeology in the Near East. Band 1, Oxford University Press, New York/Oxford 1997, S. 416–419.
- Johannes Pahlitzsch: Kapernaum. In: Der Neue Pauly. Band 6, Metzler, Stuttgart 1999, S. 257–258.
- Moshe Fischer: Kapharnaum. In: Reallexikon für Antike und Christentum. Band 20, Stuttgart 2004, Sp. 43–56.
- Moshe Fischer: Capernaum. In: Paul Corby Finney (Hrsg.): The Eerdmans Encyclopedia of Early Christian Art and Archaeology. Band 1, Eerdmans, Grand Rapids 2017, S. 251–253.

### Grabungsberichte
- Heinrich Kohl, Carl Watzinger: Antike Synagogen in Galilaea. (= Wissenschaftliche Veröffentlichungen der Deutschen Orient-Gesellschaft. Band 29). Leipzig 1916. (Reprint: Verlag Zeller, Osnabrück 1975, ISBN 3-535-00592-2)
- Gaudenzio Orfali: Capharnaüm et ses ruines d'après les fouilles accomplies à Tell Houm par la Custodie Franciscaine de Terre Sainte (1905–1921). Paris 1922.
- Virgilio Corbo: Cafarnao. Band 1: Gli edifici della città. Studium Biblicum Franciscanum, Jerusalem 1975.
- Stanislao Loffreda: Cafarnao. Band 2: La Ceramica. Studium Biblicum Franciscanum, Jerusalem 1974.
- Augusto Spijkerman: Cafarnao. Band 3: Catalogo delle monete della città. Studium Biblicum Franciscanum, Jerusalem 1975.
- Emanuele Testa: Cafarnao. Band 4: I Graffiti della Casa di S. Pietro. Studium Biblicum Franciscanum, Jerusalem 1972.
- Stanislao Loffreda: Cafarnao. Band 5: Documentazione fotografica degli scavi (1968–2003). Studium Biblicum Franciscanum, Jerusalem 2005, ISBN 965-516-069-6.
- Stanislao Loffreda: Cafarnao. Band 6: Tipologie e contesti stratigrafica della ceramica (1968–2003). Terra Santa, Jerusalem 2008.
- Stanislao Loffreda: Cafarnao. Band 7: Documentazione grafica della ceramica (1968–2003). Terra Santa, Jerusalem 2008.
- Stanislao Loffreda: Cafarnao. Band 8: Documentazione fotografica degli oggetti (1968–2003). Terra Santa, Jerusalem 2008.
- Bruno Callegher: Cafarnao. Band 9: Monete dall’area urbana di Cafarnao (1968–2003). Terra Santa, Jerusalem 2007.
- Vassilios Tzaferis (Hrsg.): Excavations at Capernaum. Band 1: 1978–1982. Eisenbrauns, Winona Lake 1989.

### Monographien, Artikel
- Günter Stemberger: Juden und Christen im Heiligen Land. Palästina unter Konstantin und Theodosius. C. H. Beck, München 1987, ISBN 3-406-32303-0.
- Anders Runesson: Architecture, Archaeology, and Identity Formation: Jews and Christians in Capernaum from the First to the Sixth Century. In: Jürgen Zangenberg, Harold W. Attridge, Dale B. Martin (Hrsg.): Religion, Ethnicity, and Identity in Ancient Galilee: A Region in Transition (= Wissenschaftliche Untersuchungen zum Neuen Testament. Band 210). Mohr Siebeck, Tübingen 2007, ISBN 978-3-16-149044-6, S. 231–258 (Digitalisat).
- Jodi Magness: The Question of the Synagogue: The Problem of Typology. In: Judaism in Late Antiquity 3. Where we Stand: Issues and Debates in Ancient Judaism (= Handbook of Oriental Studies. Section 1: The Near and Middle East. Band 55). Brill, Leiden 2000, ISBN 90-04-12000-9, S. 1–48.

### Populärwissenschaftliches
- Walter Bühlmann: Wie Jesus lebte. Vor 2000 Jahren in Palästina. Wohnen, Essen, Arbeiten, Reisen. Rex, Luzern/Stuttgart 1989, ISBN 3-7252-0491-8.
- Bargil Pixner: Mit Jesus durch Galiläa nach dem fünften Evangelium. Corazin, Rosh Pina 1992, ISBN 965-434-000-3.
- Bargil Pixner: Wege des Messias und Stätten der Urkirche. Jesus und das Judenchristentum im Lichte neuer archäologischer Erkenntnisse. hrsg. von Rainer Riesner (= Studien zur biblischer Archäologie und Zeitgeschichte. Band 2). 3. Auflage, Brunnen Verlag, Giessen 1996, ISBN 3-7655-9802-X.
- Willibald Bösen: Galiläa als Lebensraum und Wirkungsfeld Jesu. Eine zeitgeschichtliche und theologische Untersuchung. 3. Auflage. Herder, Freiburg i. Br. 1998.